# Bayeun
Bayeun is een bestuurslaag in het regentschap Aceh Timur van de provincie Atjeh, Indonesië. Bayeun telt 882 inwoners (volkstelling 2010).